# Кенія на Чемпіонаті світу з водних видів спорту 2015
Кенія взяла участь у Чемпіонаті світу з водних видів спорту 2015, який пройшов у Казані (Росія) від 24 липня до 9 серпня.

## Плавання
Кенійські плавці виконали кваліфікаційні нормативи в дисциплінах, які наведено в таблиці (не більш як 2 плавці на одну дисципліну за часом нормативу A, і не більш як 1 плавець на одну дисципліну за часом нормативу B):
Чоловіки
| Спортсмен     | Дисципліна           | Попередній заплив | Попередній заплив | Півфінал        | Півфінал        | Фінал           | Фінал           |
| Спортсмен     | Дисципліна           | Час               | Місце             | Час             | Місце           | Час             | Місце           |
| ------------- | -------------------- | ----------------- | ----------------- | --------------- | --------------- | --------------- | --------------- |
| Хамдан Баюсуф | 50 м на спині        | 27.74             | 54                | Завершив виступ | Завершив виступ | Завершив виступ | Завершив виступ |
| Хамдан Баюсуф | 100 м на спині       | 1:00.07           | 57                | Завершив виступ | Завершив виступ | Завершив виступ | Завершив виступ |
| Ісса Мохамед  | 50 м вільним стилем  | 24.56             | 68                | Завершив виступ | Завершив виступ | Завершив виступ | Завершив виступ |
| Ісса Мохамед  | 100 м вільним стилем | 54.02             | 85                | Завершив виступ | Завершив виступ | Завершив виступ | Завершив виступ |

Жінки
| Спортсменка  | Дисципліна           | Попередній заплив | Попередній заплив | Півфінал         | Півфінал         | Фінал            | Фінал            |
| Спортсменка  | Дисципліна           | Час               | Місце             | Час              | Місце            | Час              | Місце            |
| ------------ | -------------------- | ----------------- | ----------------- | ---------------- | ---------------- | ---------------- | ---------------- |
| Таліса Ланое | 100 м на спині       | 1:07.05           | 56                | Завершила виступ | Завершила виступ | Завершила виступ | Завершила виступ |
| Таліса Ланое | 200 м на спині       | 2:24.45           | 42                | Завершила виступ | Завершила виступ | Завершила виступ | Завершила виступ |
| Емілі Мутеті | 100 м вільним стилем | 1:00.51           | 70                | Завершила виступ | Завершила виступ | Завершила виступ | Завершила виступ |
| Емілі Мутеті | 100 м батерфляєм     | 1:04.91           | 55                | Завершила виступ | Завершила виступ | Завершила виступ | Завершила виступ |

Змішаний
| Спортсмени                                           | Дисципліна                           | Попередній заплив | Попередній заплив | Фінал            | Фінал            |
| Спортсмени                                           | Дисципліна                           | Час               | Місце             | Час              | Місце            |
| ---------------------------------------------------- | ------------------------------------ | ----------------- | ----------------- | ---------------- | ---------------- |
| Емілі Мутеті Хамдан Баюсуф Таліса Ланое Ісса Мохамед | естафета 4x100 метрів вільним стилем | 3:52.86           | 24                | Завершили виступ | Завершили виступ |
| Таліса Ланое Ісса Мохамед Емілі Мутеті Хамдан Баюсуф | естафета 4x100 метрів комплексом     | 4:23.99           | 25                | Завершили виступ | Завершили виступ |